# Zygocanna diploconus
Zygocanna diploconus is een hydroïdpoliep uit de familie Aequoreidae. De poliep komt uit het geslacht Zygocanna. Zygocanna diploconus werd in 1879 voor het eerst wetenschappelijk beschreven door Ernst Haeckel.